# Hassan Bubacar Jallow
Hassan Bubacar Jallow, né en 1951 en Gambie, est un juriste, un avocat et un homme politique gambien. Il est procureur du Tribunal pénal international pour le Rwanda (TPIR) de 2003 à 2015, procureur du Mécanisme pour les Tribunaux pénaux internationaux de 2012 à 2016 et chef de la Justice de son pays depuis 2017.

## Biographie

### Études
Hassan Bubacar Jallow étudie le droit à l’université de Dar es Salaam en Tanzanie en 1973, à la Nigerian Law School au Nigéria en 1976 et à l'University College de Londres en 1978.

### Carrière en Gambie
Magistrat du parquet général gambien dès 1976, il devient procureur général adjoint en 1982. De 1984 à 1994, il exerce les fonctions de procureur général et de ministre de la Justice, puis il est juge à la Cour suprême de 1998 à 2002.

### Activités internationales
L’Organisation de l’unité africaine (OUA) fait appel à son expertise. Il participe ainsi à la rédaction et à l’adoption en 1981 de la Charte africaine des droits de l'homme et des peuples. Il assure aussi diverses fonctions pour le Commonwealth, notamment la présidence du groupe de travail gouvernemental d’experts en droits de l’homme et est membre du tribunal arbitral du secrétariat de l'organisation.
En 1998, le secrétaire général des Nations unies Kofi Annan le nomme comme expert juriste international chargé de l’évaluation judiciaire des Tribunaux pénaux internationaux pour le Rwanda (TPIR) et pour l'ex-Yougoslavie (TPIY). en 2002, il est nommé par Kofi Annan en qualité de juge de la Chambre d’appel du Tribunal spécial pour la Sierra Leone. 
Après approbation du Conseil de sécurité des Nations unies, il remplace Carla Del Ponte au poste de procureur du Tribunal pénal international pour le Rwanda (TPIR) le 15 septembre 2003. Il est le premier procureur du TPIR à ne pas assumer en même temps la fonction de procureur du TPIY. Il est reconduit dans ses fonctions le 14 septembre 2007 pour un nouveau mandat de quatre ans, mais aux termes de la résolution 1774, le Conseil se réserve le droit d'abréger cette période au cas où le Tribunal achèverait ses travaux plus tôt. Enfin, renouvelé une dernière fois en 2011, son mandat prend fin le 31 décembre 2015, date de la fermeture du TPIR. Il est parallèlement nommé procureur général du Mécanisme pour les Tribunaux pénaux internationaux à compter du 1er mars 2012 et exerce la fonction pendant quatre ans.

### Retour en Gambie
Après l'installation du nouveau président gambien Adama Barrow en 2017, Hassan Bubacar Jallow est nommé chef du système judiciaire gambien à compter du 15 février.

## Récompenses, titres honorifiques
- Commandeur de l’Ordre national de la République de Gambie